# Oracolo manuale e arte della prudenza
L'Oracolo manuale e arte della prudenza è un'opera filosofica del gesuita e scrittore spagnolo Baltasar Gracián, pubblicato nel 1647.

## Struttura e contenuto
L'opera rappresenta la sintesi dei precedenti trattati didattico-morali. Il libro si compone di trecento aforismi commentati, e offre un insieme di regole e linee guida per orientarsi in una società complessa e in crisi.Il genere adottato dall'Oracolo, a differenza dei trattati precedenti, rinuncia all'argomentazione e all'autorità degli esempi storici che erano stati comuni in altre sue opere, come L'Eroe. Basta osservare il mondo e mettere in pratica questi consigli per garantire la validità e l’utilità di questi oracoli mondani. Si è pensato, inoltre, che quest'opera fosse una mera raccolta di frasi dei suoi libri precedenti, ma questo è vero solo, e in parte, nei primi cento aforismi. Il fatto di glossare apotegmi delle proprie opere era una procedura nuova, poiché fino ad allora era riservata all'autorità di citazioni estratte dai classici dell'antichità, o almeno ad autori di riconosciuto prestigio. Essendo L'Oracolo un'antologia delle sue massime , indica che Gracián si elevò al rango degli autori che costituivano il canone letterario dell'epoca. L'espressione bipartita "oracolo manuale e arte della prudenza" funziona come antitesi, poiché oracolo ha il senso di "segreto emanato dalla divinità", e a questo termine si aggiunge l'aggettivo "manuale", cioè "per uso pratico e portatile". La parola "arte" è usata nel significato di "regole e precetti per fare bene le cose", come recita il Dizionario della Lingua Spagnola. Ma la prudenza si oppone, poiché non esistono norme certe e universali per la condotta dell'uomo. In conclusione, il libro sarebbe un prezioso e segreto manuale di regole di uso pratico per la condotta dell'uomo in un mondo conflittuale.

## Stile
Il suo stile è la quintessenza dell'economia espressiva e della concisione graciaiana. In questo lavoro la massima intensità in termini di concentrazione semantica si riscontra nelle frasi brevi, ellittiche, che si susseguono in una catena di frasi. Questo carattere fa dell'Oracolo la sua opera più difficile da leggere, ma anche quella con il maggior contenuto di idee, costituendo una summa del suo pensiero precedente.

## Fortuna dell'opera
L' “arte della prudenza” scritta da Gracián ha avuto un certo influsso fino ad oggi: il testo non ha interessato solo gli appassionati di letteratura, ma pensatori e filosofi che si sono avvicinati all'opera dalla sua pubblicazione fino ad oggi, tra cui Arthur Schopenhauer.